# Saxifraga valdensis
Saxifraga valdensis là một loài thực vật có hoa trong họ Saxifragaceae. Loài này được DC. miêu tả khoa học đầu tiên năm 1815.